# Save Me, San Francisco (canção)
"Save Me, San Francisco" é uma canção da banda americana de rock Train. Ela foi lançada como single em 25 de abril de 2011, vinda do álbum Save Me, San Francisco. A canção foi escrita por Dave Katz, Sam Hollander e Pat Monahan, e produzida por Martin Terefe.

## Faixas
| Download digital |                          |         |  |
| N.º              | Título                   | Duração |  |
| 1.               | "Save Me, San Francisco" | 4:09    |  |

## Paradas musicais
| Paradas(2011)                                 | Melhor posição |
| --------------------------------------------- | -------------- |
| Austrália — ARIA                              | 61             |
| Hungria (Rádiós Top 40)                       | 27             |
| Estados Unidos (Billboard Hot 100)            | 75             |
| Estados Unidos (Billboard Radio Songs)        | 74             |
| Estados Unidos (Billboard Adult Top 40)       | 6              |
| Estados Unidos (Billboard Adult Contemporary) | 15             |

## Histórico de lançamento
| País           | Data                | Formato          | Gravadora        |
| -------------- | ------------------- | ---------------- | ---------------- |
| Estados Unidos | 25 de abril de 2011 | Download digital | Columbia Records |